# Time for print
Il Time For Print (letteralmente in inglese "tempo in cambio di stampa"), detto anche TFP o solo TF, è una collaborazione tra modella e fotografo, due figure professionali inscindibili, che generalmente avviene quando uno dei due, o meglio entrambi, hanno bisogno di possedere o aggiornare un book fotografico da presentare alle agenzie o ai potenziali clienti; in poche parole, è una sorta di baratto per tempo e fotografie.
Esiste anche come formula TFCD (Time for CD), simile nella sostanza, con la differenza che le foto vengono consegnate, non stampate, ma su supporto digitale CD.
Visto che entrambe le figure professionali prese singolarmente hanno un costo molto elevato, il TFP dà modo di concedere da parte della modella il tempo necessario alla posa per gli scatti per riceverne in cambio le foto risultanti; il fotografo nello stesso modo dedica il suo tempo, per la realizzazione delle fotografie e la loro post-produzione, finalizzato a poterle utilizzare come proprio book per dimostrare le proprie capacità tecniche ed espressive.